# Campeonato Argentino de Mayores 2010
El Campeonato Argentino de Mayores de 2010 fue la sexagésimo-seta edición del torneo de uniones regionales organizado por la Unión Argentina de Rugby. El torneo se llevó a cabo entre el 20 de marzo y el 24 de abril de 2010.
A partir de esta temporada, se restableció una tercera categoría: la Zona Estímulo. Debido a esto, la Zona Ascenso se redujo de 16 a 8 equipos, con los equipos en las últimas posiciones en la temporada anterior siendo reubicados en el tercer nivel. Se cambió también el sistema de ascensos y descensos, pasando a disputarse finales a ida y vuelta en lugar de darse descensos de forma directa, pero permitiendo hasta dos ascensos por temporada.
La Unión de Rugby de Tucumán consiguió su noveno campeonato al derrotar 19-13 en la final a la Unión de Rugby de Rosario en las instalaciones del Jockey Club, disputando su sexta final de forma consecutiva y dando fin a una racha de cuatro caídas.Nicolás Sánchez anotó doce puntos en la final para la Naranja, producto de cuatro penales y una conversión por try de Gabriel Ascárate. Para los Ñandúes anotó dos tries el rosarino Juan Imhoff. La Unión de Rugby de Rosario disputó una final por primera vez desde 1993.
Participó por primera vez de este torneo la Unión Santacruceña de Rugby, una nueva unión regional fundada en 2008 en Río Gallegos, Provincia de Santa Cruz, y formalmente afiliada a la Unión Argentina de Rugby en 2009. También participó por primera vez la Unión Andina de Rugby como sucesora de la Unión Riojana de Rugby, creada a partir de la fusión de esta última con clubes de la Provincia de Catamarca.

## Equipos participantes
Disputaron esta edición los seleccionados provenientes de veinticinco uniones provinciales: ocho en la Zona Campeonato, ocho en la Zona Ascenso y nueve en la Zona Estímulo.
| División                  | Equipo              | Unión                                                |
| ------------------------- | ------------------- | ---------------------------------------------------- |
| Zona Campeonato 8 equipos | Buenos Aires        | Unión de Rugby de Buenos Aires                       |
| Zona Campeonato 8 equipos | Córdoba             | Unión Cordobesa de Rugby                             |
| Zona Campeonato 8 equipos | Cuyo                | Unión de Rugby de Cuyo                               |
| Zona Campeonato 8 equipos | Nordeste            | Unión de Rugby del Nordeste                          |
| Zona Campeonato 8 equipos | Rosario             | Unión de Rugby de Rosario                            |
| Zona Campeonato 8 equipos | Salta               | Unión de Rugby de Salta                              |
| Zona Campeonato 8 equipos | Santa Fe            | Unión Santafesina de Rugby                           |
| Zona Campeonato 8 equipos | Tucumán             | Unión de Rugby de Tucumán                            |
| Zona Ascenso 8 equipos    | Alto Valle          | Unión de Rugby del Alto Valle de Río Negro y Neuquén |
| Zona Ascenso 8 equipos    | Austral             | Unión de Rugby Austral                               |
| Zona Ascenso 8 equipos    | Chubut              | Unión de Rugby del Valle del Chubut                  |
| Zona Ascenso 8 equipos    | Entre Ríos          | Unión Entrerriana de Rugby                           |
| Zona Ascenso 8 equipos    | Mar del Plata       | Unión de Rugby de Mar del Plata                      |
| Zona Ascenso 8 equipos    | Santiago del Estero | Unión Santiagueña de Rugby                           |
| Zona Ascenso 8 equipos    | San Juan            | Unión Sanjuanina de Rugby                            |
| Zona Ascenso 8 equipos    | Sur                 | Unión de Rugby del Sur                               |
| Zona Estímulo 9 equipos   | Andina              | Unión Andina de Rugby                                |
| Zona Estímulo 9 equipos   | Formosa             | Unión de Rugby de Formosa                            |
| Zona Estímulo 9 equipos   | Jujuy               | Unión Jujeña de Rugby                                |
| Zona Estímulo 9 equipos   | Lagos del Sur       | Unión de Rugby de los Lagos del Sur                  |
| Zona Estímulo 9 equipos   | Misiones            | Unión de Rugby de Misiones                           |
| Zona Estímulo 9 equipos   | Oeste               | Unión de Rugby del Oeste de Buenos Aires             |
| Zona Estímulo 9 equipos   | San Luis            | Unión de Rugby San Luis                              |
| Zona Estímulo 9 equipos   | Santa Cruz          | Unión Santacruceña de Rugby                          |
| Zona Estímulo 9 equipos   | Tierra del Fuego    | Unión de Rugby de Tierra del Fuego                   |

## Formato
Los veinticinco equipos participantes fueron divididos en tres categorías: Zona Campeonato, Zona Ascenso y Zona Estímulo.
Zona Campeonato
La Zona Campeonato estuvo compuesta por ocho equipos divididos en dos zonas de cuatro equipos cada uno y se resolvieron con el sistema de todos contra todos a una sola ronda y alternando encuentros de local y visitante. Se otorgaron 4 puntos por partido ganado, 2 por partido empatado y 0 por partido perdido. Se otorgó 1 punto bonus ofensivo en el caso de marcar cuatro tries o más y 1 punto bonus defensivo por perder por siete puntos de diferencia o menos. Los 1.º y 2.º de cada zona clasificaron a las semifinales. 
En las semifinales se enfrentaron el 1.º de la Zona 1 contra el 2.º de la Zona 2 y viceversa. Los 1.º de cada zona fueron locales. Los ganadores de las semifinales clasificaron a la final para determinar el campeón de la temporada. Para la definición de la localía en la final, se invirtieron las localías de las semifinales y en caso de no ser posible se procedería a realizar un sorteo.
Los equipos que ocuparon el 4.º puesto en sus zonas pasaron a disputar finales a ida y vuelta contra los dos ganadores de la Zona Ascenso. Los ganadores de ambas finales adquieren el derecho a participar de la Zona Campeonato de la siguiente edición.
Zona Ascenso
La Zona Ascenso estuvo compuesta por ocho equipos divididos en dos zonas de cuatro equipos cada uno y se resolvieron con el sistema de todos contra todos a una sola ronda y alternando encuentros de local y visitante. Se otorgaron 4 puntos por partido ganado, 2 por partido empatado y 0 por partido perdido. Se otorgó 1 punto bonus ofensivo en el caso de marcar cuatro tries o más y 1 punto bonus defensivo por perder por siete puntos de diferencia o menos. 
Los 1.º de cada zona clasificaron a las finales contra los dos equipos que ocuparon los últimos puestos en la Zona Campeonato, mientras que los 4.º de cada zona pasaron a disputar finales contra los dos ganadores de la Zona Estímulo. Los ganadores de estas finales (disputadas a ida y vuelta) adquieren el derecho a participar de la Zona Campeonato y la Zona Ascenso de la siguiente edición, respectivamente.
Zona Estímulo
La Zona Estímulo estuvo compuesta por nueve equipos divididos en dos zonas: una Zona Norte de seis equipos y una Zona Sur de tres. La Zona Norte se dividió en dos grupos de tres equipos cada uno y se resolvieron con el sistema de todos contra todos a una sola ronda y alternando encuentros de local y visitante. Se otorgaron 4 puntos por partido ganado, 2 por partido empatado y 0 por partido perdido. Se otorgó 1 punto bonus ofensivo en el caso de marcar cuatro tries o más y 1 punto bonus defensivo por perder por siete puntos de diferencia o menos. Los ganadores de cada grupo se enfrentaron en una final para definir al ganador de la Zona Norte. La Zona Sur también se resolvió con el sistema de todos contra todos a una sola ronda y con el mismo sistema de puntaje, pero todos los encuentros se disputaron en una sede única, con el mejor clasificado siendo el ganador de la Zona Sur.
Los ganadores de ambas zonas clasificaron a las finales a ida y vuelta contra los dos equipos que ocuparon los últimos puestos en la Zona Ascenso. Los ganadores de ambas finales adquirieron el derecho a participar de la Zona Ascenso de la siguiente edición.

## Zona Campeonato

### Zona 1
| Pos. | Equipos      | Partidos | Partidos | Partidos | Tantos | Tantos | Tantos | Pts. |
| Pos. | Equipos      | G        | E        | P        | PF     | PC     | DP     | Pts. |
| ---- | ------------ | -------- | -------- | -------- | ------ | ------ | ------ | ---- |
| 1.º  | Córdoba      | 2        | 0        | 1        | 77     | 33     | +44    | 10   |
| 2.º  | Rosario      | 2        | 0        | 1        | 88     | 70     | +18    | 9    |
| 3.º  | Buenos Aires | 1        | 0        | 2        | 95     | 54     | +41    | 6    |
| 4.º  | Nordeste     | 1        | 0        | 2        | 28     | 131    | -103   | 4    |

|  | Clasifica a fase final             |
|  | Disputa fase final de Zona Ascenso |

| 27 de marzo | Córdoba | 44 - 8  | Rosario | Córdoba Athletic Club, Córdoba     |                                    |
|             |         | Reporte |         | Árbitro(s): Claudio Antonio (Cuyo) | Árbitro(s): Claudio Antonio (Cuyo) |

| 27 de marzo | Buenos Aires | 62 - 10 | Nordeste | Club Newman, Benavídez             |                                    |
|             |              | Reporte |          | Árbitro(s): Mauro Rivera (Rosario) | Árbitro(s): Mauro Rivera (Rosario) |

| 3 de abril | Nordeste | 13 - 11 | Córdoba | CURNE, Resistencia                                                     |                                                                        |
|            |          | Reporte |         | Asistencia: 1200 espectadores Árbitro(s): Fernando Martorell (Tucumán) | Asistencia: 1200 espectadores Árbitro(s): Fernando Martorell (Tucumán) |

| 3 de abril | Buenos Aires | 21 - 22 | Rosario | Club Newman, Benavídez               |                                      |
|            |              | Reporte |         | Árbitro(s): Javier Mancuso (Córdoba) | Árbitro(s): Javier Mancuso (Córdoba) |

| 10 de abril | Córdoba | 22 - 12 | Buenos Aires | Córdoba Athletic Club, Córdoba                                   |                                                                  |
|             |         | Reporte |              | Asistencia: 3000 espectadores Árbitro(s): Agustín Auad (Tucumán) | Asistencia: 3000 espectadores Árbitro(s): Agustín Auad (Tucumán) |

| 10 de abril | Rosario | 58 - 5  | Nordeste | Jockey Club, Rosario                          |                                               |
|             |         | Reporte |          | Árbitro(s): Francisco Pastrana (Buenos Aires) | Árbitro(s): Francisco Pastrana (Buenos Aires) |

### Zona 2
| Pos. | Equipos  | Partidos | Partidos | Partidos | Tantos | Tantos | Tantos | Pts. |
| Pos. | Equipos  | G        | E        | P        | PF     | PC     | DP     | Pts. |
| ---- | -------- | -------- | -------- | -------- | ------ | ------ | ------ | ---- |
| 1.º  | Cuyo     | 2        | 0        | 1        | 73     | 68     | +5     | 10   |
| 2.º  | Tucumán  | 2        | 0        | 1        | 97     | 66     | +31    | 10   |
| 3.º  | Salta    | 2        | 0        | 1        | 73     | 64     | +9     | 8    |
| 4.º  | Santa Fe | 0        | 0        | 3        | 60     | 105    | -45    | 1    |

|  | Clasifica a fase final             |
|  | Disputa fase final de Zona Ascenso |

| 27 de marzo | Salta | 19 - 15 | Cuyo | Jockey Club, Salta                                                 |                                                                    |
|             |       | Reporte |      | Asistencia: 1000 espectadores Árbitro(s): Javier Mancuso (Córdoba) | Asistencia: 1000 espectadores Árbitro(s): Javier Mancuso (Córdoba) |

| 28 de marzo | Tucumán | 41 - 18 | Santa Fe | Tucumán Lawn Tennis, Tucumán         |                                      |
|             |         | Reporte |          | Árbitro(s): Carlos Romero (Nordeste) | Árbitro(s): Carlos Romero (Nordeste) |

| 1 de abril | Salta | 36 - 19 | Santa Fe | Jockey Club, Salta                         |                                            |
|            |       | Reporte |          | Árbitro(s): Federico Cuesta (Buenos Aires) | Árbitro(s): Federico Cuesta (Buenos Aires) |

| 3 de abril | Cuyo | 30 - 26 | Tucumán | Mendoza Rugby Club, Bermejo             |                                         |
|            |      | Reporte |         | Árbitro(s): Martín Rodríguez (Santa Fe) | Árbitro(s): Martín Rodríguez (Santa Fe) |

| 10 de abril | Tucumán | 30 - 18 | Salta | Tucumán Lawn Tennis, Tucumán                                     |                                                                  |
|             |         | Reporte |       | Asistencia: 6500 espectadores Árbitro(s): Mauro Rivera (Rosario) | Asistencia: 6500 espectadores Árbitro(s): Mauro Rivera (Rosario) |

| 10 de abril | Santa Fe | 23 - 28 | Cuyo | Santa Fe Rugby Club, Santa Fe              |                                            |
|             |          | Reporte |      | Árbitro(s): Leonardo Borghi (Buenos Aires) | Árbitro(s): Leonardo Borghi (Buenos Aires) |

### Fase final
|  | Semifinales | Semifinales | Semifinales |         |         | Final       | Final       | Final       |  |
|  | 17 de abril | 17 de abril | 17 de abril |         |         | 24 de abril | 24 de abril | 24 de abril |  |
|  |             |             |             |         |         |             |             |             |  |
|  |             |             |             |         |         |             |             |             |  |
|  | Cuyo        | Cuyo        | 16          |         |         |             |             |             |  |
|  | Cuyo        | Cuyo        | 16          |         |         |             |             |             |  |
|  | Rosario     | Rosario     | 23          |         |         |             |             |             |  |
|  | Rosario     | Rosario     | 23          |         | Rosario | Rosario     | 16          |             |  |
|  |             |             |             |         | Rosario | Rosario     | 16          |             |  |
|  |             |             | Tucumán     | Tucumán | 19      |             |             |             |  |
|  | Córdoba     | Córdoba     | Tucumán     | Tucumán | 19      | 21          |             |             |  |
|  | Córdoba     | Córdoba     |             |         |         | 21          |             |             |  |
|  | Tucumán     | Tucumán     | 23          |         |         |             |             |             |  |
|  | Tucumán     | Tucumán     | 23          |         |         |             |             |             |  |
|  |             |             |             |         |         |             |             |             |  |

Semifinales
| 17 de abril | Córdoba | 21 - 23 | Tucumán | Córdoba Athletic Club, Córdoba  |                                 |
|             |         | Reporte |         | Árbitro(s): Andrés Ramos (Cuyo) | Árbitro(s): Andrés Ramos (Cuyo) |

| 17 de abril | Cuyo | 16 - 23 | Rosario | Mendoza Rugby Club, Bermejo                                        |                                                                    |
|             |      | Reporte |         | Asistencia: 2000 espectadores Árbitro(s): Javier Mancuso (Córdoba) | Asistencia: 2000 espectadores Árbitro(s): Javier Mancuso (Córdoba) |

Final
| 24 de abril | Rosario | 13 - 19 | Tucumán | Jockey Club, Rosario                 |                                      |
|             |         | Reporte |         | Árbitro(s): Javier Mancuso (Córdoba) | Árbitro(s): Javier Mancuso (Córdoba) |

| Bandera de la Provincia de Tucumán |
| Tucumán Campeón                    |
| Noveno título                      |

## Zona Ascenso

### Zona 1
La Unión Santiagueña de Rugby igualó en puntos con la Unión Entrerriana de Rugby, pero debido a que fueron los ganadores en el encuentro disputado entre sí, evitaron la última posición y la final por la permanencia.
| Pos. | Equipos         | Partidos | Partidos | Partidos | Tantos | Tantos | Tantos | Pts. |
| Pos. | Equipos         | G        | E        | P        | PF     | PC     | DP     | Pts. |
| ---- | --------------- | -------- | -------- | -------- | ------ | ------ | ------ | ---- |
| 1.º  | Mar del Plata   | 2        | 0        | 1        | 74     | 49     | +25    | 10   |
| 2.º  | San Juan        | 2        | 0        | 1        | 53     | 64     | -11    | 9    |
| 3.º  | Sgo. del Estero | 1        | 0        | 2        | 70     | 73     | -3     | 6    |
| 4.º  | Entre Ríos      | 1        | 0        | 2        | 67     | 78     | -11    | 6    |

|  | Clasifica a fase final de Zona Ascenso |
|  | Disputa fase final de Zona Estímulo    |

| 27 de marzo | San Juan | 12 - 10 | Mar del Plata | San Juan Rugby Club, San Juan            |                                          |
|             |          | Reporte |               | Árbitro(s): Matías Fresia (Buenos Aires) | Árbitro(s): Matías Fresia (Buenos Aires) |

| 27 de marzo | Santiago del Estero | 25 - 21 | Entre Ríos | Santiago Lawn Tennis, Santiago del Estero |                                     |
|             |                     | Reporte |            | Árbitro(s): Eugenio Morra (Córdoba)       | Árbitro(s): Eugenio Morra (Córdoba) |

| 3 de abril | Entre Ríos | 33 - 14 | San Juan | CA Estudiantes, Paraná                        |                                               |
|            |            | Reporte |          | Árbitro(s): Francisco Pastrana (Buenos Aires) | Árbitro(s): Francisco Pastrana (Buenos Aires) |

| 3 de abril | Santiago del Estero | 24 - 25 | Mar del Plata | Santiago Lawn Tennis, Santiago del Estero |                                    |
|            |                     | Reporte |               | Árbitro(s): Mauro Rivera (Rosario)        | Árbitro(s): Mauro Rivera (Rosario) |

| 10 de abril | San Juan | 27 - 21 | Santiago del Estero | San Juan Rugby Club, San Juan   |                                 |
|             |          | Reporte |                     | Árbitro(s): Andrés Ramos (Cuyo) | Árbitro(s): Andrés Ramos (Cuyo) |

| 10 de abril | Mar del Plata | 39 - 13 | Entre Ríos | Comercial Rugby Club, Mar del Plata             |                                                 |
|             |               | Reporte |            | Árbitro(s): Ignacio Iparraguirre (Buenos Aires) | Árbitro(s): Ignacio Iparraguirre (Buenos Aires) |

### Zona 2
| Pos. | Equipos    | Partidos | Partidos | Partidos | Tantos | Tantos | Tantos | Pts. |
| Pos. | Equipos    | G        | E        | P        | PF     | PC     | DP     | Pts. |
| ---- | ---------- | -------- | -------- | -------- | ------ | ------ | ------ | ---- |
| 1.º  | Alto Valle | 3        | 0        | 0        | 86     | 23     | +63    | 14   |
| 2.º  | Sur        | 2        | 0        | 1        | 87     | 37     | +50    | 11   |
| 3.º  | Austral    | 1        | 0        | 2        | 27     | 87     | -60    | 4    |
| 4.º  | Chubut     | 0        | 0        | 3        | 37     | 90     | -53    | 1    |

|  | Clasifica a fase final de Zona Ascenso |
|  | Disputa fase final de Zona Estímulo    |

| 27 de marzo | Sur | 36 - 16 | Chubut | Sociedad Sportiva, Bahía Blanca            |                                            |
|             |     | Reporte |        | Árbitro(s): Federico Cuesta (Buenos Aires) | Árbitro(s): Federico Cuesta (Buenos Aires) |

| 27 de marzo | Austral | 5 - 33  | Alto Valle | Calafate Rugby Club, Comodoro Rivadavia       |                                               |
|             |         | Reporte |            | Árbitro(s): Gustavo Tomanovich (Buenos Aires) | Árbitro(s): Gustavo Tomanovich (Buenos Aires) |

| 3 de abril | Alto Valle | 16 - 10 | Sur | Marabunta RC, Cipolletti            |                                     |
|            |            | Reporte |     | Árbitro(s): Daniel Araque (Austral) | Árbitro(s): Daniel Araque (Austral) |

| 3 de abril | Austral | 17 - 13 | Chubut | San Jorge Rugby Club, Caleta Olivia   |                                       |
|            |         | Reporte |        | Árbitro(s): Víctor Riera (Alto Valle) | Árbitro(s): Víctor Riera (Alto Valle) |

| 10 de abril | Sur | 41 - 5  | Austral | CUBB, Bahía Blanca                       |                                          |
|             |     | Reporte |         | Árbitro(s): Ariel Guillén (Buenos Aires) | Árbitro(s): Ariel Guillén (Buenos Aires) |

| 10 de abril | Chubut | 8 - 37  | Alto Valle | Patoruzú Rugby Club, Trelew               |                                           |
|             |        | Reporte |            | Árbitro(s): Federico Cosse (Buenos Aires) | Árbitro(s): Federico Cosse (Buenos Aires) |

### Fase final
Los ganadores de ambas zonas se enfrentaron a los últimos de la Zona Campeonato en dos finales disputadas a ida y vuelta, con los ganadores disputando la Zona Campeonato en la temporada siguiente. La Unión de Rugby de Mar del Plata ganó su serie y logró al ascenso, reemplazando a la URNE, mientras que La Unión Santafesina de Rugby se impuso ante Alto Valle y mantuvo la categoría.
| 17 de abril | Nordeste | 13 - 24 | Mar del Plata | CURNE, Resistencia                                                          |                                                                             |
|             |          | Reporte |               | Asistencia: 1200 espectadores Árbitro(s): Francisco Pastrana (Buenos Aires) | Asistencia: 1200 espectadores Árbitro(s): Francisco Pastrana (Buenos Aires) |

| 24 de abril | Mar del Plata | 31 - 7  | Nordeste | Sporting Club, Mar del Plata            |                                         |
|             |               | Reporte |          | Árbitro(s): Martín Rodríguez (Santa Fe) | Árbitro(s): Martín Rodríguez (Santa Fe) |

| 17 de abril | Santa Fe | 28 - 18 | Alto Valle | Santa Fe Rugby Club, Santa Fe            |                                          |
|             |          | Reporte |            | Árbitro(s): Matías Fresia (Buenos Aires) | Árbitro(s): Matías Fresia (Buenos Aires) |

| 24 de abril | Alto Valle | 13 - 26 | Santa Fe | Marabunta RC, Cipolletti                                      |                                                               |
|             |            | Reporte |          | Asistencia: 3000 espectadores Árbitro(s): Andrés Ramos (Cuyo) | Asistencia: 3000 espectadores Árbitro(s): Andrés Ramos (Cuyo) |

## Zona Estímulo

### Zona Norte
Norte 1
| Pos. | Equipos  | Partidos | Partidos | Partidos | Tantos | Tantos | Tantos | Pts. |
| Pos. | Equipos  | G        | E        | P        | PF     | PC     | DP     | Pts. |
| ---- | -------- | -------- | -------- | -------- | ------ | ------ | ------ | ---- |
| 1.º  | Jujuy    | 2        | 0        | 0        | 61     | 36     | +25    | 9    |
| 2.º  | Misiones | 1        | 0        | 1        | 74     | 28     | +46    | 6    |
| 3.º  | Formosa  | 0        | 0        | 2        | 25     | 96     | -71    | 0    |

|  | Clasifica a final Zona Norte |

| 20 de marzo | Formosa | 17 - 41 | Jujuy | Aguará RHC, Formosa                  |                                      |
|             |         | Reporte |       | Árbitro(s): Luis Martínez (Misiones) | Árbitro(s): Luis Martínez (Misiones) |

| 27 de marzo | Misiones | 55 - 8  | Formosa | Centro de Cazadores, Posadas               |                                            |
|             |          | Reporte |         | Árbitro(s): Diego Dlugovitzky (Entre Ríos) | Árbitro(s): Diego Dlugovitzky (Entre Ríos) |

| 3 de abril | Jujuy | 20 - 19 | Misiones | Tiro y Gimnasia, San Pedro         |                                    |
|            |       | Reporte |          | Árbitro(s): Carlos Pinto (Tucumán) | Árbitro(s): Carlos Pinto (Tucumán) |

Norte 2
| Pos. | Equipos  | Partidos | Partidos | Partidos | Tantos | Tantos | Tantos | Pts. |
| Pos. | Equipos  | G        | E        | P        | PF     | PC     | DP     | Pts. |
| ---- | -------- | -------- | -------- | -------- | ------ | ------ | ------ | ---- |
| 1.º  | Andina   | 2        | 0        | 0        | 57     | 11     | +46    | 9    |
| 2.º  | San Luis | 1        | 0        | 1        | 27     | 37     | -10    | 4    |
| 3.º  | Oeste    | 0        | 0        | 2        | 30     | 66     | -36    | 1    |

|  | Clasifica a final Zona Norte |

| 21 de marzo | Oeste | 8 - 42  | Andina | Club Los Miuras, Junín                |                                       |
|             |       | Reporte |        | Árbitro(s): Federico Fioravanti (Sur) | Árbitro(s): Federico Fioravanti (Sur) |

| 27 de marzo | San Luis | 24 - 22 | Oeste | Chancay Rugby Club, San Luis         |                                      |
|             |          | Reporte |       | Árbitro(s): Gustavo Pérez (San Juan) | Árbitro(s): Gustavo Pérez (San Juan) |

| 3 de abril | Andina | 16 - 3  | San Luis | Estadio Prevedello, Valle Viejo     |                                     |
|            |        | Reporte |          | Árbitro(s): Gustavo Ianchina (Cuyo) | Árbitro(s): Gustavo Ianchina (Cuyo) |

Final Zona Norte
| 10 de abril | Andina | 56 - 11 | Jujuy | Cancha Oficial LRF, La Rioja         |                                      |
|             |        | Reporte |       | Árbitro(s): Marcelo Albaca (Tucumán) | Árbitro(s): Marcelo Albaca (Tucumán) |

### Zona Sur
Los partidos de la Zona Estímulo Sur se disputaron en una sola sede, el campo municipal de Doma de El Calafate, Provincia de Santa Cruz.
| Pos. | Equipos          | Partidos | Partidos | Partidos | Tantos | Tantos | Tantos | Pts. |
| Pos. | Equipos          | G        | E        | P        | PF     | PC     | DP     | Pts. |
| ---- | ---------------- | -------- | -------- | -------- | ------ | ------ | ------ | ---- |
| 1.º  | Lagos del Sur    | 2        | 0        | 0        | 53     | 15     | +38    | 9    |
| 2.º  | Tierra del Fuego | 1        | 0        | 1        | 58     | 38     | +20    | 5    |
| 3.º  | Santa Cruz       | 0        | 0        | 2        | 29     | 87     | -58    | 0    |

|  | Clasifica a final de Zona Estímulo |

| 7 de abril                                                               | Santa Cruz | 17 - 55 | Tierra del Fuego | Campo municipal de Doma, El Calafate   |                                        |
|                                                                          |            | Reporte |                  | Árbitro(s): Emilio Traverso (Santa Fe) | Árbitro(s): Emilio Traverso (Santa Fe) |
| Primer partido oficial en la historia de la Unión Santacruceña de Rugby. |            |         |                  |                                        |                                        |

| 9 de abril | Tierra del Fuego | 3 - 21  | Lagos del Sur | Campo municipal de Doma, El Calafate        |                                             |
|            |                  | Reporte |               | Árbitro(s): Federico Anselmi (Buenos Aires) | Árbitro(s): Federico Anselmi (Buenos Aires) |

| 11 de abril | Lagos del Sur | 32 - 12 | Santa Cruz | Campo municipal de Doma, El Calafate        |                                             |
|             |               | Reporte |            | Árbitro(s): Federico Anselmi (Buenos Aires) | Árbitro(s): Federico Anselmi (Buenos Aires) |

### Fase final
Los ganadores de ambas zonas se enfrentaron a los últimos de la Zona Ascenso en dos finales disputadas a ida y vuelta, con los ganadores disputando la Zona Ascenso en la temporada siguiente. Ambas series fueron ganadas por los equipos de la categoría superior, por lo que no hubo intercambio de plazas.
| 17 de abril | Entre Ríos | 49 - 5  | Andina | CA Estudiantes, Paraná                   |                                          |
|             |            | Reporte |        | Árbitro(s): Ariel Guillén (Buenos Aires) | Árbitro(s): Ariel Guillén (Buenos Aires) |

| 24 de abril | Andina | 17 - 39 | Entre Ríos | Estadio Prevedello, Valle Viejo         |                                         |
|             |        | Reporte |            | Árbitro(s): Juan Cruz Tissera (Córdoba) | Árbitro(s): Juan Cruz Tissera (Córdoba) |

| 17 de abril | Lagos del Sur | 15 - 19 | Chubut | Club Los Pehuenes, Bariloche          |                                       |
|             |               | Reporte |        | Árbitro(s): Víctor Riera (Alto Valle) | Árbitro(s): Víctor Riera (Alto Valle) |

| 24 de abril | Chubut | 18 - 15 | Lagos del Sur | Trelew Rugby Club, Trelew              |                                        |
|             |        | Reporte |               | Árbitro(s): Ramiro García Gamero (Sur) | Árbitro(s): Ramiro García Gamero (Sur) |